# Europamästerskapen i simsport 2012
Europamästerskapen i simsport 2012 var den 31:e europamästerskapen i simsport och avgjordes i Debrecen, Ungern och Eindhoven, Nederländerna från den 14 maj till den 27 maj 2012. Tävlingarna skulle ursprungligen hållas i Wien, Österrike men på grund av finansiella problem flyttades tävlingarna till Ungern och Nederländerna.

## Medaljtabell
Värdländer 
| Pl.    | Nation         | Guld | Silver | Brons | Totalt |
| ------ | -------------- | ---- | ------ | ----- | ------ |
| 1      | Ungern         | 9    | 10     | 7     | 26     |
| 2      | Tyskland       | 9    | 9      | 6     | 24     |
| 3      | Italien        | 7    | 10     | 6     | 23     |
| 4      | Frankrike      | 6    | 4      | 4     | 14     |
| 5      | Spanien        | 5    | 3      | 3     | 11     |
| 6      | Sverige        | 4    | 4      | 2     | 10     |
| 7      | Ryssland       | 3    | 4      | 5     | 12     |
| 8      | Ukraina        | 2    | 6      | 7     | 15     |
| 9      | Storbritannien | 2    | 2      | 0     | 4      |
| 10     | Norge          | 2    | 0      | 1     | 3      |
| 11     | Grekland       | 1    | 0      | 5     | 6      |
| 12     | Israel         | 1    | 0      | 4     | 5      |
| 13     | Tjeckien       | 1    | 0      | 2     | 3      |
| 14     | Slovenien      | 1    | 0      | 1     | 2      |
| 15     | Polen          | 1    | 0      | 0     | 1      |
| 15     | Serbien        | 1    | 0      | 0     | 1      |
| 17     | Kroatien       | 0    | 1      | 0     | 1      |
| 17     | Estland        | 0    | 1      | 0     | 1      |
| 17     | Irland         | 0    | 1      | 0     | 1      |
| 17     | Nederländerna  | 0    | 1      | 0     | 1      |
| 21     | Österrike      | 0    | 0      | 1     | 1      |
| 21     | Belarus        | 0    | 0      | 1     | 1      |
| 21     | Rumänien       | 0    | 0      | 1     | 1      |
| Totalt | Totalt         | 55   | 56     | 56    | 167    |

## Simning

### Resultat

#### Herrar
| Event           | Guld                                                                      | Guld     | Silver                                                                   | Silver   | Brons                                                                          | Brons    |
| 50 m frisim     | Frédérick Bousquet Frankrike                                              | 21.80    | Stefan Nystrand Sverige                                                  | 22.04    | Andriy Hovorov Ukraina                                                         | 22.18    |
| 100 m frisim    | Filippo Magnini Italien                                                   | 48.77    | Alain Bernard Frankrike                                                  | 48.95    | Norbert Trandafir Rumänien                                                     | 49.13    |
| 200 m frisim    | Paul Biedermann Tyskland                                                  | 1:46.27  | Amaury Leveaux Frankrike                                                 | 1:47.69  | Dominik Kozma Ungern                                                           | 1:47.72  |
| 400 m frisim    | Paul Biedermann Tyskland                                                  | 3:47.84  | Gergő Kis Ungern                                                         | 3:48.09  | Samuel Pizzetti Italien                                                        | 3:48.66  |
| 800 m frisim    | Gergő Kis Ungern                                                          | 7:49.46  | Gregorio Paltrinieri Italien                                             | 7:52.23  | Sergiy Frolov Ukraina                                                          | 7:52.81  |
| 1500 m frisim   | Gregorio Paltrinieri Italien                                              | 14:48.92 | Gergő Kis Ungern                                                         | 14:58.15 | Gergely Gyurta Ungern                                                          | 15:04.38 |
|                 |                                                                           |          |                                                                          |          |                                                                                |          |
| 50 m ryggsim    | Jonatan Kopelev Israel                                                    | 24.73    | Mirco Di Tora Italien                                                    | 24.95    | Guy Barnea Israel Richard Bohus Ungern Dorian Gandin Frankrike                 | 25.14    |
| 100 m ryggsim   | Aristeidis Grigoriadis Grekland                                           | 53.86    | Helge Meeuw Tyskland                                                     | 54.06    | Yakov-Yan Toumarkin Israel                                                     | 54.14    |
| 200 m ryggsim   | Radosław Kawęcki Polen                                                    | 1:55.28  | Péter Bernek Ungern                                                      | 1:55.88  | Yakov-Yan Toumarkin Israel                                                     | 1:57.35  |
|                 |                                                                           |          |                                                                          |          |                                                                                |          |
| 50 m bröstsim   | Damir Dugonjič Slovenien                                                  | 27.32    | Fabio Scozzoli Italien                                                   | 27.49    | Panagiotis Samilidis Grekland                                                  | 27.64    |
| 100 m bröstsim  | Fabio Scozzoli Italien                                                    | 1:00.55  | Valeriy Dymo Ukraina                                                     | 1:00.68  | Mattia Pesce Italien                                                           | 1:00.93  |
| 200 m bröstsim  | Dániel Gyurta Ungern                                                      | 2:08.60  | Marco Koch Tyskland                                                      | 2:09.26  | Panagiotis Samilidis Grekland                                                  | 2:09.72  |
|                 |                                                                           |          |                                                                          |          |                                                                                |          |
| 50 m fjärilsim  | Rafael Muñoz Spanien                                                      | 23.16    | Frédérick Bousquet Frankrike                                             | 23.30    | Yauhen Tsurkin Belarus                                                         | 23.37    |
| 100 m fjärilsim | Milorad Čavić Serbien                                                     | 51.45    | László Cseh Ungern                                                       | 51.77    | Matteo Rivolta Italien                                                         | 52.40    |
| 200 m fjärilsim | László Cseh Ungern                                                        | 1:54.95  | Bence Biczó Ungern                                                       | 1:55.85  | Ioannis Drymonakos Grekland                                                    | 1:56.48  |
|                 |                                                                           |          |                                                                          |          |                                                                                |          |
| 200 m medley    | László Cseh Ungern                                                        | 1:56.66  | James Goddard Storbritannien                                             | 1:57.84  | Markus Rogan Österrike                                                         | 1:59.39  |
| 400 m medley    | László Cseh Ungern                                                        | 4:12.17  | Dávid Verrasztó Ungern                                                   | 4:14.23  | Ioannis Drymonakos Grekland                                                    | 4:14.41  |
|                 |                                                                           |          |                                                                          |          |                                                                                |          |
| 4×100 m frisim  | Amaury Leveaux Alain Bernard Frédérick Bousquet Jérémy Stravius Frankrike | 3:13.55  | Andrea Rolla Marco Orsi Michele Santucci Filippo Magnini Italien         | 3:14.71  | Vitaly Syrnikov Oleg Tikhobaev Nikita Konovalov Viacheslav Andrusenko Ryssland | 3:15.13  |
| 4×200 m frisim  | Paul Biedermann Dimitri Colupaev Clemens Rapp Tim Wallburger Tyskland     | 7:09.17  | Gianluca Maglia Riccardo Maestri Samuel Pizzetti Filippo Magnini Italien | 7:13.10  | Dominik Kozma Gergő Kis Péter Bernek László Cseh Ungern                        | 7:13.60  |
|                 |                                                                           |          |                                                                          |          |                                                                                |          |
| 4×100 m medley  | Mirco Di Tora Fabio Scozzoli Matteo Rivolta Filippo Magnini Italien       | 3:32.80  | Helge Meeuw Christian vom Lehn Steffen Deibler Marco di Carli Tyskland   | 3:34.41  | Péter Bernek Dániel Gyurta László Cseh Dominik Kozma Ungern                    | 3:34.57  |

#### Damer
| Event           | Guld                                                                | Guld     | Silver                                                                     | Silver   | Brons                                                                       | Brons    |
| 50 m frisim     | Britta Steffen Tyskland                                             | 24.37    | Hinkelien Schreuder Nederländerna                                          | 24.78    | Nery Mantey Niangkouara Grekland                                            | 24.93    |
| 100 m frisim    | Sarah Sjöström Sverige                                              | 53.61    | Britta Steffen Tyskland                                                    | 54.15    | Daniela Schreiber Tyskland                                                  | 54.41    |
| 200 m frisim    | Federica Pellegrini Italien                                         | 1:56.76  | Silke Lippok Tyskland                                                      | 1:58.19  | Ophélie-Cyrielle Étienne Frankrike                                          | 1:58.23  |
| 400 m frisim    | Coralie Balmy Frankrike                                             | 4:05.31  | Mireia Belmonte Spanien                                                    | 4:05.45  | Ophélie-Cyrielle Étienne Frankrike                                          | 4:07.47  |
| 800 m frisim    | Boglárka Kapás Ungern                                               | 8:26.49  | Coralie Balmy Frankrike                                                    | 8:27.79  | Éva Risztov Ungern                                                          | 8:27.87  |
| 1500 m frisim   | Mireia Belmonte Spanien                                             | 16:05.34 | Éva Risztov Ungern                                                         | 16:10.04 | Erika Villaécija García Spanien                                             | 16:15.85 |
|                 |                                                                     |          |                                                                            |          |                                                                             |          |
| 50 m ryggsim    | Mercedes Peris Spanien                                              | 28.25    | Arianna Barbieri Italien Sanja Jovanović Kroatien                          | 28.31    | not awarded                                                                 |          |
| 100 m ryggsim   | Jenny Mensing Tyskland                                              | 1:00.08  | Arianna Barbieri Italien                                                   | 1:00.54  | Simona Baumrtová Tjeckien                                                   | 1:00.57  |
| 200 m ryggsim   | Alexianne Castel Frankrike                                          | 2:08.41  | Jenny Mensing Tyskland                                                     | 2:09.55  | Duane Da Rocha Spanien                                                      | 2:09.56  |
|                 |                                                                     |          |                                                                            |          |                                                                             |          |
| 50 m bröstsim   | Petra Chocová Tjeckien                                              | 31.25    | Sycerika McMahon Irland                                                    | 31.27    | Caroline Ruhnau Tyskland                                                    | 31.35    |
| 100 m bröstsim  | Sarah Poewe Tyskland                                                | 1:07.33  | Jennie Johansson Sverige                                                   | 1:07.85  | Marina García Spanien                                                       | 1:07.91  |
| 200 m bröstsim  | Sara Nordenstam Norge                                               | 2:26.91  | Irina Novikova Ryssland                                                    | 2:27.25  | Sarah Poewe Tyskland                                                        | 2:27.80  |
|                 |                                                                     |          |                                                                            |          |                                                                             |          |
| 50 m fjärilsim  | Sarah Sjöström Sverige                                              | 25.64    | Triin Aljand Estland                                                       | 25.92    | Ingvild Snildal Norge                                                       | 26.12    |
| 100 m fjärilsim | Ingvild Snildal Norge                                               | 58.04    | Martina Granström Sverige                                                  | 58.07    | Amit Ivri Israel                                                            | 58.78    |
| 200 m fjärilsim | Katinka Hosszú Ungern                                               | 2:07.28  | Zsuzsanna Jakabos Ungern                                                   | 2:07.86  | Martina Granström Sverige                                                   | 2:08.22  |
|                 |                                                                     |          |                                                                            |          |                                                                             |          |
| 200 m medley    | Katinka Hosszú Ungern                                               | 2:10.84  | Sophie Allen Storbritannien                                                | 2:11.49  | Evelyn Verrasztó Ungern                                                     | 2:11.63  |
| 400 m medley    | Katinka Hosszú Ungern                                               | 4:33.76  | Zsuzsanna Jakabos Ungern                                                   | 4:35.68  | Barbora Závadová Tjeckien                                                   | 4:38.07  |
|                 |                                                                     |          |                                                                            |          |                                                                             |          |
| 4×100 m frisim  | Britta Steffen Silke Lippok Lisa Vitting Daniela Schreiber Tyskland | 3:37.98  | Ida Marko-Varga Michelle Coleman Sarah Sjöström Gabriella Fagundez Sverige | 3:38.40  | Alice Mizzau Federica Pellegrini Erica Buratto Erika Ferraioli Italien      | 3:39.84  |
| 4×200 m frisim  | Alice Mizzau Alice Nesti Diletta Carli Federica Pellegrini Italien  | 7:52.90  | Zsuzsanna Jakabos Evelyn Verrasztó Ágnes Mutina Katinka Hosszú Ungern      | 7:54.70  | Sara Isakovič Anja Klinar Ursa Bezan Mojca Sagmeister Slovenien             | 7:59.73  |
|                 |                                                                     |          |                                                                            |          |                                                                             |          |
| 4×100 m medley  | Jenny Mensing Sarah Poewe Alexandra Wenk Britta Steffen Tyskland    | 3:58.43  | Arianna Barbieri Ilaria Bianchi Chiara Boggiatto Alice Mizzau Italien      | 4:01.92  | Therese Svendsen Joline Höstman Martina Granström Nathalie Lindborg Sverige | 4:05.58  |

### Medaljtabell
| Pl.    | Nation         | Guld | Silver | Brons | Totalt |
| ------ | -------------- | ---- | ------ | ----- | ------ |
| 1      | Ungern         | 9    | 10     | 7     | 26     |
| 2      | Tyskland       | 8    | 6      | 3     | 17     |
| 3      | Italien        | 6    | 8      | 4     | 18     |
| 4      | Frankrike      | 4    | 4      | 3     | 11     |
| 5      | Spanien        | 3    | 1      | 3     | 7      |
| 6      | Sverige        | 2    | 4      | 2     | 8      |
| 7      | Norge          | 2    | 0      | 1     | 3      |
| 8      | Grekland       | 1    | 0      | 5     | 6      |
| 9      | Israel         | 1    | 0      | 4     | 5      |
| 10     | Tjeckien       | 1    | 0      | 2     | 3      |
| 11     | Slovenien      | 1    | 0      | 1     | 2      |
| 12     | Polen          | 1    | 0      | 0     | 1      |
| 12     | Serbien        | 1    | 0      | 0     | 1      |
| 14     | Storbritannien | 0    | 2      | 0     | 2      |
| 15     | Ukraina        | 0    | 1      | 2     | 3      |
| 16     | Ryssland       | 0    | 1      | 1     | 2      |
| 17     | Kroatien       | 0    | 1      | 0     | 1      |
| 17     | Estland        | 0    | 1      | 0     | 1      |
| 17     | Irland         | 0    | 1      | 0     | 1      |
| 17     | Nederländerna  | 0    | 1      | 0     | 1      |
| 21     | Österrike      | 0    | 0      | 1     | 1      |
| 21     | Belarus        | 0    | 0      | 1     | 1      |
| 21     | Rumänien       | 0    | 0      | 1     | 1      |
| Totalt | Totalt         | 40   | 41     | 41    | 122    |

## Simhopp

### Resultat

#### Herrar
| Event              | Guld                                    | Guld   | Silver                                  | Silver | Brons                                           | Brons  |
| Individuellt 1 m   | Illya Kvasha Ukraina                    | 430.50 | Evgeny Kuznetsov Ryssland               | 412.65 | Matthieu Rosset Frankrike                       | 403.95 |
| Individuellt 3 m   | Matthieu Rosset Frankrike               | 504.00 | Patrick Hausding Tyskland               | 502.75 | Ilya Zakharov Ryssland                          | 493.80 |
| Synkroniserat 3 m  | Evgeny Kuznetsov Ilya Zakharov Ryssland | 445.92 | Patrick Hausding Stephan Feck Tyskland  | 433.68 | Oleksiy Pryhorov Illya Kvasha Ukraina           | 432.48 |
| Individuellt 10 m  | Tom Daley Storbritannien                | 565.05 | Viktor Minibajev Ryssland               | 515.40 | Gleb Galperin Ryssland                          | 511.55 |
| Synkroniserat 10 m | Sascha Klein Patrick Hausding Tyskland  | 463.08 | Ilya Zakharov Viktor Minibajev Ryssland | 458.07 | Oleksandr Bondar Oleksandr Gorshkovozov Ukraina | 437.79 |

#### Damer
| Event              | Guld                                     | Guld   | Silver                                        | Silver | Brons                                     | Brons  |
| Individuellt 1 m   | Anna Lindberg Sverige                    | 301.35 | Tania Cagnotto Italien                        | 281.30 | Nadezhda Bazhina Ryssland                 | 275.15 |
| Individuellt 3 m   | Anna Lindberg Sverige                    | 342.75 | Uschi Freitag Tyskland                        | 321.40 | Olena Fedorova Ukraina                    | 315.00 |
| Synkroniserat 3 m  | Francesca Dallapé Tania Cagnotto Italien | 325.50 | Hanna Pysmenska Olena Fedorova Ukraina        | 302.10 | Katja Dieckow Uschi Freitag Tyskland      | 296.70 |
| Individuellt 10 m  | Yulia Prokopchuk Ukraina                 | 321.55 | Noemi Batki Italien                           | 315.60 | Maria Kurjo Tyskland                      | 312.65 |
| Synkroniserat 10 m | Tonia Couch Sarah Barrow Storbritannien  | 319.56 | Viktoriya Potyekhina Yulia Prokopchuk Ukraina | 310.68 | Nora Subschinski Christin Steuer Tyskland | 303.93 |

#### Lag
| Event | Guld                                    | Guld   | Silver                                  | Silver | Brons                                    | Brons  |
| Lag   | Audrey Labeau Matthieu Rosset Frankrike | 416.50 | Olena Fedorova Oleksandr Bondar Ukraina | 387.85 | Nadezhda Bazhina Artem Chesakov Ryssland | 384.30 |

### Medaljtabell
| Pl.    | Nation         | Guld | Silver | Brons | Totalt |
| ------ | -------------- | ---- | ------ | ----- | ------ |
| 1      | Ukraina        | 2    | 3      | 3     | 8      |
| 2      | Frankrike      | 2    | 0      | 1     | 3      |
| 3      | Storbritannien | 2    | 0      | 0     | 2      |
| 3      | Sverige        | 2    | 0      | 0     | 2      |
| 5      | Ryssland       | 1    | 3      | 4     | 8      |
| 6      | Tyskland       | 1    | 3      | 3     | 7      |
| 7      | Italien        | 1    | 2      | 0     | 3      |
| Totalt | Totalt         | 11   | 11     | 11    | 33     |

## Konstsim

### Resultat
| Event        | Guld | Guld   | Silver | Silver | Brons | Brons  |
| Individuellt | Natalia Ishchenko Ryssland | 97.810 | Andrea Fuentes Spanien | 95.900 | Lolita Ananasova Ukraina | 92.250 |
| Par          | Natalia Ishchenko Svetlana Romashina Ryssland | 97.860 | Ona Carbonell Andrea Fuentes Spanien | 95.980 | Daria Iushko Kseniya Sydorenko Ukraina | 92.950 |
| Lag          | Clara Basiana Alba María Cabello Ona Carbonell Margalida Crespi Andrea Fuentes Thaïs Henríquez Paula Klamburg Irene Montrucchio Spanien                         | 96.210 | Lolita Ananasova Daria Iushko Ganna Klymenko Olga Kondrashova Oleksandra Sabada Kateryna Sadurska Kseniya Sydorenko Anna Voloshyna Ukraina                                     | 93.660 | Federica Bellaria Elisa Bozzo Camilla Catteneo Manila Flamini Giulia Lapi Maria Angela Perrupato Benedetta Re Sara Sgarzi Italien                                 | 90.530 |
| Kombination  | Clara Basiana Alba María Cabello Clara Camacho Ona Carbonell Margalida Crespi Andrea Fuentes Thaïs Henríquez Paula Klamburg Irene Montrucchio Laia Pons Spanien | 95.600 | Lolita Ananasova Olena Grechykhina Daria Iushko Ganna Khmelnytska Ganna Klymenko Olga Kondrashova Oleksandra Sabada Kateryna Sadurska Kseniya Sydorenko Anna Voloshyna Ukraina | 93.420 | Federica Bellaria Elisa Bozzo Beatrice Callegari Camilla Catteneo Linda Cerruti Francesca Deidda Manila Flamini Benedetta Re Dalila Schiesaro Sara Sgarzi Italien | 90.440 |

### Medaljtabell
| Pl.    | Nation   | Guld | Silver | Brons | Totalt |
| ------ | -------- | ---- | ------ | ----- | ------ |
| 1      | Spanien  | 2    | 2      | 0     | 4      |
| 2      | Ryssland | 2    | 0      | 0     | 2      |
| 3      | Ukraina  | 0    | 2      | 2     | 4      |
| 4      | Italien  | 0    | 0      | 2     | 2      |
| Totalt | Totalt   | 4    | 4      | 4     | 12     |

## Externa webbplatser
- Officiell webbplats